# Resolutie 1561 Veiligheidsraad Verenigde Naties
Resolutie 1561 van de Veiligheidsraad van de Verenigde Naties werd unaniem door de VN-Veiligheidsraad aangenomen op 17 september 2004 en verlengde de vredesmissie in Liberia met een jaar.

## Achtergrond
Na de hoogtijdagen onder het decennialange bestuur van William Tubman, die in 1971 overleed, greep Samuel Doe de macht. Diens dictatoriale regime ontwrichtte de economie en er ontstonden rebellengroepen tegen zijn bewind, waaronder die van de latere president Charles Taylor. In 1989 leidde de situatie tot een burgeroorlog waarin de president vermoord werd. De oorlog bleef nog doorgaan tot 1996. Bij de verkiezingen in 1997 werd Charles Taylor verkozen en in 1999 ontstond opnieuw een burgeroorlog toen hem vijandige rebellengroepen delen van het land overnamen. Pas in 2003 kwam er een staakt-het-vuren en werden VN-troepen gestuurd. Taylor ging in ballingschap en de regering van zijn opvolger werd al snel vervangen door een overgangsregering. In 2005 volgden opnieuw verkiezingen, waarna Ellen Johnson-Sirleaf de nieuwe president werd.

## Inhoud

### Waarnemingen
De Veiligheidsraad erkende de rol van de Economische Gemeenschap van West-Afrikaanse Staten en verwelkomde de steun van de Afrikaanse Unie in het vredesproces in Liberia. Er was veel vooruitgang gemaakt met de ontwapeningsfase van het ontwapenings-, demobilisatie-, rehabilitatie- en herintegratieprogramma voor
ex-strijders.

### Handelingen
Het mandaat van de UNMIL-vredesmissie werd verlengd tot 19 september 2005. De partijen in Liberia werden opgeroepen achter het vredesproces te blijven staan en te zorgen voor eerlijke verkiezingen voor of in oktober 2005.

## Verwante resoluties
- Resolutie 1532 Veiligheidsraad Verenigde Naties
- Resolutie 1549 Veiligheidsraad Verenigde Naties
- Resolutie 1579 Veiligheidsraad Verenigde Naties
- Resolutie 1607 Veiligheidsraad Verenigde Naties (2005)

Lijst ·  1522 ·  1523 ·  1524 ·  1525 ·  1526 ·  1527 ·  1528 ·  1529 ·  1530 ·  1531 ·  1532 ·  1533 ·  1534 ·  1535 ·  1536 ·  1537 ·  1538 ·  1539 ·  1540 ·  1541 ·  1542 ·  1543 ·  1544 ·  1545 ·  1546 ·  1547 ·  1548 ·  1549 ·  1550 ·  1551 ·  1552 ·  1553 ·  1554 ·  1555 ·  1556 ·  1557 ·  1558 ·  1559 ·  1560 ·  1561 ·  1562 ·  1563 ·  1564 ·  1565 ·  1566 ·  1567 ·  1568 ·  1569 ·  1570 ·  1571 ·  1572 ·  1573 ·  1574 ·  1575 ·  1576 ·  1577 ·  1578 ·  1579 ·  1580